# Mickaël Nanizayamo
Mickaël Ange Nanizayamo (Tours, 8 maggio 1998) è un calciatore francese, difensore dello Stade Lausanne-Ouchy.

## Carriera

### Club
Cresciuto nel settore giovanile del Tours, ha esordito in prima squadra il 20 settembre 2016 disputando l'incontro di Ligue 2 perso 0-2 contro il Bourg-en-Bresse.

### Nazionale
Nel 2017 ha giocato una partita con la nazionale francese Under-20.

## Statistiche

### Presenze e reti nei club
Statistiche aggiornate al 16 luglio 2022.
| Stagione        | Squadra         | Campionato      | Campionato | Campionato | Coppe nazionali | Coppe nazionali | Coppe nazionali | Coppe continentali | Coppe continentali | Coppe continentali | Altre coppe | Altre coppe | Altre coppe | Totale | Totale |
| Stagione        | Squadra         | Comp            | Pres       | Reti       | Comp            | Pres            | Reti            | Comp               | Pres               | Reti               | Comp        | Pres        | Reti        | Pres   | Reti   |
| --------------- | --------------- | --------------- | ---------- | ---------- | --------------- | --------------- | --------------- | ------------------ | ------------------ | ------------------ | ----------- | ----------- | ----------- | ------ | ------ |
| 2015-2016       | Tours 2         | CFA2            | 9          | 0          |                 | -               | -               |                    | -                  | -                  |             | -           | -           | 9      | 0      |
| 2016-2017       | Tours 2         | CFA2            | 7          | 0          |                 | -               | -               |                    | -                  | -                  |             | -           | -           | 12     | 2      |
| 2017-2018       | Tours 2         | N3              | 12         | 0          |                 | -               | -               |                    | -                  | -                  |             | -           | -           | 12     | 0      |
| Totale Tours 2  | Totale Tours 2  | Totale Tours 2  | 28         | 0          |                 | -               | -               |                    | -                  | -                  |             | -           | -           | 28     | 0      |
| 2016-2017       | Tours           | L2              | 3          | 0          | CF+CdL          | 0               | 0               |                    | -                  | -                  |             | -           | -           | 3      | 0      |
| 2017-2018       | Tours           | L2              | 1          | 0          | CF+CdL          | 1+1             | 0               |                    | -                  | -                  |             | -           | -           | 3      | 0      |
| Totale Tours    | Totale Tours    | Totale Tours    | 4          | 0          |                 | 2               | 0               |                    | -                  | -                  |             | -           | -           | 6      | 0      |
| 2018-2019       | Losanna         | ChL             | 7          | 0          | CS              | 0               | 0               |                    | -                  | -                  |             | -           | -           | 7      | 0      |
| 2019-2020       | Losanna         | ChL             | 10         | 1          | CS              | 0               | 0               |                    | -                  | -                  |             | -           | -           | 10     | 1      |
| 2020-2021       | Losanna         | ASL             | 19         | 0          | CS              | 2               | 0               |                    | -                  | -                  |             | -           | -           | 21     | 0      |
| 2021-gen. 2022  | Losanna         | ASL             | 4          | 0          | CS              | 3               | 0               |                    | -                  | -                  |             | -           | -           | 7      | 0      |
| gen.-giu. 2022  | Altach          | BL              | 11         | 1          | CA              | -               | -               |                    | -                  | -                  |             | -           | -           | 11     | 1      |
| Totale carriera | Totale carriera | Totale carriera | 83         | 1          |                 | 7               | 0               |                    | -                  | -                  |             | -           | -           | 90     | 1      |

## Palmarès

### Club

#### Competizioni nazionali
- Challenge League: 1

Losanna: 2019-2020